# Charlotte Sting 1997
La stagione 1997 delle Charlotte Sting fu la 1ª nella WNBA per la franchigia.
Le Charlotte Sting arrivarono terze nella Eastern Conference con un record di 15-13. Nei play-off persero la semifinale con le Houston Comets (1-0).

## Roster
| N° | Naz.                   | Ruolo | Sportivo           | Anno | Alt. | Peso |
| -- | ---------------------- | ----- | ------------------ | ---- | ---- | ---- |
| 3  | Regno Unito (bandiera) | A     | Andrea Congreaves  | 1970 | 188  | 83   |
| 5  | Jugoslavia (bandiera)  | G     | Milica Vukadinović | 1968 | 185  | 68   |
| 7  | Stati Uniti (bandiera) | G     | Tora Suber         | 1974 | 170  | 62   |
| 11 | Stati Uniti (bandiera) | G     | Nicole Levesque    | 1972 | 160  | 52   |
| 14 | Stati Uniti (bandiera) | A     | Katasha Artis      | 1973 | 185  | 70   |
| 23 | Stati Uniti (bandiera) | AC    | Vicky Bullett      | 1967 | 191  | 84   |
| 24 | Stati Uniti (bandiera) | GA    | Penny Moore        | 1969 | 183  | 61   |
| 25 | Stati Uniti (bandiera) | G     | Debra Williams     | 1972 | 173  | 77   |
| 32 | Stati Uniti (bandiera) | G     | Andrea Stinson     | 1967 | 178  | 72   |
| 43 | Stati Uniti (bandiera) | AC    | Susie Hopson       | 1974 | 188  | 79   |
| 50 | Stati Uniti (bandiera) | A     | Sharon Manning     | 1969 | 191  | 84   |
| 51 | Stati Uniti (bandiera) | C     | Rhonda Mapp        | 1969 | 188  | 86   |

## Staff tecnico
- Allenatore: Marynell Meadors
- Vice-allenatori: Karen Freeman, Sue Panek
- Preparatore atletico: Karen Tanner